# الرقه
شهر الرقه (به عربی: الرقة) در استان احمدی در کشور کویت واقع شده‌است. جمعیت این شهر ۵۶٬۵۵۴ نفر است.